# Uliana Kliúyeva
Uliana Vladímirovna Kliúyeva –en ruso, Ульяна Владимировна Клюева– (Volgogrado, 30 de junio de 2002) es una deportista rusa que compite en saltos de trampolín.
Ganó dos medallas en el Campeonato Europeo de Natación, oro en 2019 y bronce en 2021, ambas en la prueba de trampolín 3 m sincronizado.

## Palmarés internacional
| Campeonato Europeo | Campeonato Europeo | Campeonato Europeo | Campeonato Europeo   |
| Año                | Lugar              | Medalla            | Prueba               |
| ------------------ | ------------------ | ------------------ | -------------------- |
| 2019               | Kiev (Ucrania)     | Medalla de oro     | Trampolín 3 m sincro |
| 2021               | Budapest (Hungría) | Medalla de bronce  | Trampolín 3 m sincro |